# Х-Е-Б парк
Х-Е-Б парк (енгл. H-E-B Park) је вишенаменски стадион у граду Единбург, Тексас, САД.
Х-Е-Б Парк је фудбалски стадион у Единбургу у Тексасу. Служи као дом ФК Торос долине Рио Гранде из УСЛ шампионата, другог нивоа америчке/канадске професионалне фудбалске пирамиде. Фудбалски клуб Рио Гранде вали је повезан са Динамом из Хјустона у МЛСу. Стадион има две трибине са наранџастим седиштима покривеним кровом и капацитета 9.735.
Првобитно је планирано да стадион буде завршен пре УСЛ сезоне 2016. Торос је играо против Ф.К. Монтереј из Мексика 22. марта 2017. да би отворио свој нови стадион.  Тороси су изгубили егзибициони меч против Рајадоса са 3 : 0 пред распроданим стадионом.